# Kraftfeld
Ein Kraftfeld ist ein physikalisches Feld, in dem auf einen Körper eine Kraft wirkt. Die Kraft darf jedoch nur vom Ort und evtl. von der Zeit abhängen aber nicht etwa direkt von der Geschwindigkeit. Ist die Kraft zu einer feststehenden Eigenschaft des Körpers proportional, wie zum Beispiel die Schwerkraft zu seiner Masse oder die elektrostatische Kraft zu seiner Ladung, dann bezeichnet man den Proportionalitätsfaktor als die Feldstärke des Kraftfeldes. Die Feldstärke ist ebenfalls ein Feld und wird als Eigenschaft des Raums angesehen. In der Realität kann ein in ihm befindlicher Körper das umgebende Feld beeinflussen. Um in solchen Fällen die Analyse zu vereinfachen, werden Probekörper definiert, die auf das Feld keinen Einfluss haben und die punktförmig, d. h. ausdehnungslos, gedacht werden; im Fall des Gravitationsfeldes wird auch von Probemasse, beim elektrischen Feld von Probeladung gesprochen, die so klein sind, dass deren Rückwirkung auf das Kraftfeld vernachlässigt werden kann.
Mathematisch sind das Kraftfeld und seine Feldstärke vektorwertige Funktionen des Ortes {\displaystyle {\vec {r}}} und gegebenenfalls auch der Zeit {\displaystyle t} : {\displaystyle {\vec {F}}({\vec {r}},t)}. Sie können mit Hilfe von Feldlinien dargestellt werden. Besondere Bedeutung haben Kraftfelder, die nur vom Ort abhängen ({\displaystyle {\vec {F}}({\vec {r}})}), und hierin wiederum solche, die ein Potential besitzen und so eine konservative Kraft hervorbringen.
Das Kraftfeld ist die Ursache der Kraft, die auf den Körper wirkt. Neben Kraftfeldern kann eine Kraft auch von einem flächenverteilten Druck verursacht werden, der in der Kontinuumsmechanik ebenfalls als Feldgröße dargestellt wird.

## Beispiele
Aus einem elektrischen Feld erhält man durch Multiplikation der elektrischen Feldstärke mit der elektrischen Ladung des Probekörpers ein Kraftfeld. Analog erhält man bei einem Gravitationsfeld durch Multiplikation der Gravitationsfeldstärke (d. h. der Gravitationsbeschleunigung) mit der Masse des Probekörpers die Gravitationskraft. Wird ein Körper im Kraftfeld entlang eines Weges s von A nach B bewegt, wird dabei die Arbeit
{\displaystyle W=\int _{A}^{B}{\vec {F}}({\vec {r}})\cdot \mathrm {d} {\vec {r}}}
verrichtet. Wird er entlang eines anderen Weges s’ wieder von B zurück nach A bewegt, so ist für konservative Kraftfelder die dabei verrichtete Arbeit entgegengesetzt gleich, {\displaystyle W'=-W}. Die Gesamtarbeit längs eines geschlossenen Weges in einem konservativen Kraftfeld ist daher Null. Konservative Kraftfelder sind als Gradient eines Potentials darstellbar. Für nicht konservative Kraftfelder, wie etwa das Magnetfeld, gilt dies nicht.
Im einfachsten Fall ist die Kraft an allen Orten gleich, solche Kraftfelder werden als homogen bezeichnet. Ein homogenes Feld ist eine sinnvolle Näherung zum Beispiel für das Schwerefeld in der Nähe der Erdoberfläche oder das elektrische Feld zwischen zwei Kondensatorplatten.

## Kraftfeld als Beschleunigungsfeld
Wenn die auf Körper wirkenden Kräfte proportional zur Masse des Körpers sind, wie beispielsweise im Schwerefeld der Erde, hat die Feldstärke des entsprechenden Kraftfeldes die Dimension einer Beschleunigung. Exemplarisch sei dies hier für das Schwerefeld erklärt:
Eine Masse {\displaystyle m} erfährt im Schwerefeld der Erde eine Gewichtskraft {\displaystyle F_{G}=mg}. Der Ortsfaktor {\displaystyle g={\tfrac {F_{G}}{m}}}, also die „Schwerefeldstärke“, hat die Dimension einer Beschleunigung (Einheit: {\displaystyle \mathrm {1{\tfrac {N}{kg}}\equiv 1{\tfrac {m}{s^{2}}}} }). Es handelt sich um die Beschleunigung, mit der sich ein frei fallender Körper bewegt. Deswegen heißt {\displaystyle g} fachsprachlich auch Fallbeschleunigung oder Erdbeschleunigung, auch wenn sich der betrachtete Körper gar nicht frei fallend und beschleunigt bewegt, weil er beispielsweise durch andere Kräfte daran gehindert wird.
Entsprechendes gilt für Beschleunigungen die von Trägheitskräften hervorgerufen werden, wie beispielsweise die Zentrifugalbeschleunigung.

## Beschleunigung und Potential

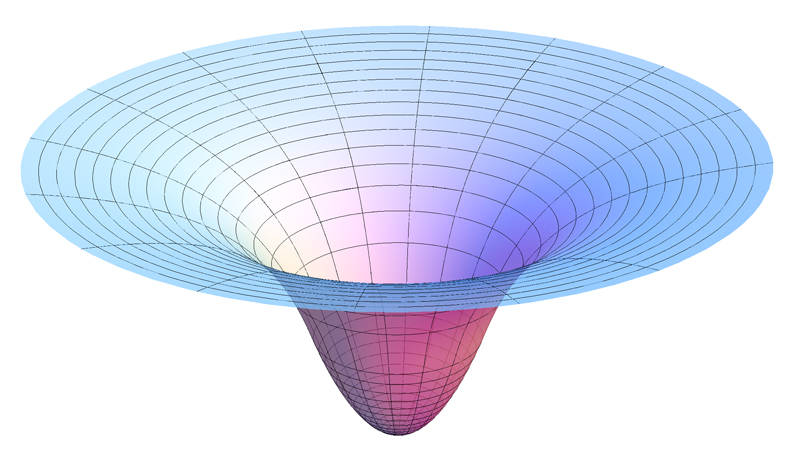
Zweidimensionaler Querschnitt durch ein Gravitationspotential einer homogenen Kugel. Die Wendepunkte befinden sich an der Oberfläche der Kugel.

### Beschleunigungsfeld und Potential
Ist eine Kraft auf ein Teilchen proportional zu seiner Masse, dies ist zum Beispiel bei der Gravitation der Fall, so lässt sie sich auch durch ein Beschleunigungsfeld beschreiben. Dieses Vektorfeld ordnet jedem Ort {\displaystyle {\vec {r}}} im Raum eine Beschleunigung {\displaystyle {\vec {a}}({\vec {r}})} zu. Es lässt sich häufig als Gradient eines Potentials {\displaystyle \Phi ({\vec {r}})} schreiben. Anschaulich lässt sich das Potential als Schüssel wie im Bild rechts auffassen. Der negative Gradient liefert einen Vektor, der in Richtung des steilsten Abfalls (maximale negative Steigung) zeigt. Seine Richtung gibt also an, in welche Richtung eine Kugel losrollen würde, die in die Schüssel gelegt wird. Mit einem Potential oder Beschleunigungsfeld lässt sich dann für jede Anfangsbedingung, also Anfangsgeschwindigkeit und -position, die Bewegung eines Teilchens (Trajektorie) berechnen.
Auch wenn die Kraft auf ein Teilchen nicht proportional zu seiner Masse ist, lässt sich häufig ein Kraftfeld und ein Potential aufstellen, beispielsweise ein Coulombpotential für ein elektrisch geladenes Teilchen. In diesem Fall ist die Beschleunigung jedoch von der Masse {\displaystyle m} und von der Ladung {\displaystyle q} des Teilchens abhängig:
{\displaystyle {\vec {a}}={\frac {\mathrm {d} ^{2}}{\mathrm {d} t^{2}}}\,{\vec {r}}=-{\frac {q}{m}}\nabla \Phi ({\vec {r}})}

### Konstante Beschleunigung

Trajektorie (Anfangsposition und Anfangsgeschwindigkeit) in einem homogenen Beschleunigungsfeld

Bei einer gleichmäßigen Beschleunigung ist das Beschleunigungsfeld zeitlich konstant und homogen, also die Beschleunigung in allen Punkten des Raums in Betrag und Richtung identisch, beispielsweise gleich dem Vektor {\displaystyle {\vec {g}}}:
{\displaystyle {\vec {a}}({\vec {r}})={\vec {g}}} für alle {\displaystyle {\vec {r}}}
Mit einem solchen Ansatz lässt sich lokal (nicht global) das Gravitationsfeld der Erde beschreiben. Ein Teilchen in einem solchen Gravitationspotential bewegt sich auf einer parabelförmigen Bahn, bei einem Gravitationsfeld auch Wurfparabel genannt. Auch bei einem freien Fall (ohne Luftwiderstand) werden alle Körper gleich beschleunigt. Auf der Erde beträgt die Beschleunigung in Richtung Erdmittelpunkt ungefähr 9,81 Meter pro Quadratsekunde. Das Gravitationspotential der Erde ist jedoch nicht ganz kugelsymmetrisch, da die Erdgestalt von einer Kugel abweicht (Erdabplattung) und der innere Aufbau der Erde nicht völlig homogen ist (Schwereanomalie). Die Erdbeschleunigung kann daher regional leicht unterschiedlich sein. Unabhängig vom Potential muss bei Messungen gegebenenfalls auch die Beschleunigung durch die Erdrotation berücksichtigt werden. Ein Beschleunigungsmesser zur Bestimmung der Schwerebeschleunigung wird Gravimeter genannt.

## Geschichte

### Klassischer Feldbegriff ab 1830
Der Begriff Kraftfeld wurde gegen 1830 von Michael Faraday aus den Beobachtungen zur Elektrizität und zum Magnetismus heraus entwickelt und am Bild der Feldlinien präzisiert. Demnach herrscht an jedem Punkt des Raums eine bestimmte Feldstärke, die man durch ihre Kraftwirkung auf einen Probekörper nachweisen und messen kann. Alsbald wurde auch die Gravitation durch ein Gravitationsfeld beschrieben. Hervorgerufen wird ein Feld durch einen anderen Körper, die Quelle des Feldes. Damit konnte das als philosophisch problematisch angesehene Bild der Fernwirkung abgelöst werden: Ein Körper wirkt nun nicht mehr durch den leeren Raum direkt auf einen anderen ein, sondern erzeugt um sich herum ein Feld, das seinerseits am Ort des anderen Körpers seine Wirkung ausübt.
Dass einem Feld auch unabhängig von seiner Quelle physikalische Realität zukommt, wurde 1886 durch die Entdeckung von Heinrich Hertz gezeigt, dass freie elektromagnetische Felder in Form von Wellen existieren und sich mit Lichtgeschwindigkeit ausbreiten. 1905 ergab sich aus der speziellen Relativitätstheorie von Albert Einstein, dass diese Felder ohne jedes materielle Substrat („Äther“) im Vakuum existieren und sich nicht unendlich schnell ausbreiten. Der Gedanke, dass dies auch für das Gravitationsfeld gelten müsse, führte Einstein 1916 zur Allgemeinen Relativitätstheorie.
1900 machte Max Planck die Entdeckung, dass das freie elektromagnetische Feld seine Energie nur in bestimmten Portionen aufnehmen oder abgeben kann. Diese wurden 1905 von Einstein als Lichtquanten, später als Photonen bezeichnet. Plancks Entdeckung markiert den Beginn der Quantenphysik.

### Quantenfeldtheorie ab 1927
Ab 1927 wandten Paul Dirac, Werner Heisenberg, Wolfgang Pauli u. a. die Regeln der Quantenmechanik auf Felder an. In der so entstehenden Quantenelektrodynamik sind die Photonen die elementaren Anregungsstufen des freien elektromagnetischen Felds. Darüber hinaus ergibt sich, dass Photonen in „virtuellen Zuständen“ existieren können, die nach den klassischen Feldgleichungen verboten wären. Die von elektrischen Ladungen erzeugten Photonen in virtuellen Zuständen können zwar nicht als Photonen direkt nachgewiesen werden, verursachen aber als Austauschteilchen sämtliche beobachtbaren elektrischen und magnetischen Effekte. Sie rufen insbesondere auch die von Faraday eingeführten elektrischen und magnetischen Felder hervor.
Entsprechende Feldquanten für das Gravitationsfeld, sind noch nicht entdeckt. Sie werden Gravitonen genannt, wobei derzeit noch unbekannt ist, ob sie wirklich existieren. Eine befriedigende Quantenfeldtheorie für die Gravitation wurde noch nicht gefunden.